# Byron Dafoe
Byron Jaromir Dafoe (* 25. Februar 1971 in Sussex, England) ist ein ehemaliger britischer Eishockeytorwart mit kanadischem Pass, der von 1992 bis 2004 für die Washington Capitals, die Los Angeles Kings, die Boston Bruins und die Atlanta Thrashers in der National Hockey League spielte.

## Karriere

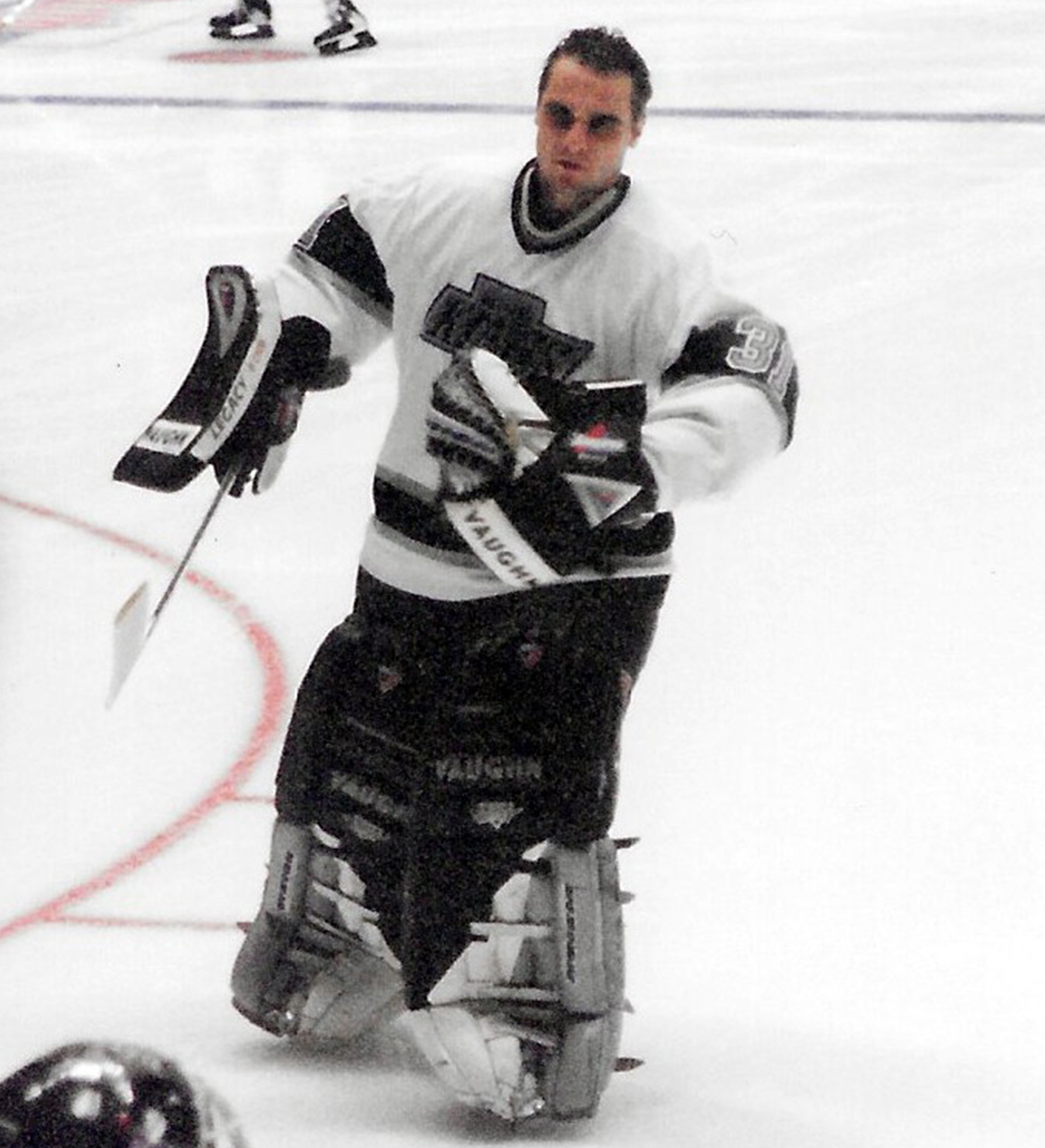
Byron Dafoe - Los Angeles Kings

Als Junior spielte der aus England stammende Dafoe in der kanadischen Juniorenliga WHL bei den Portland Winter Hawks. Beim NHL Entry Draft 1989 wurde er von den Washington Capitals in der zweiten Runde als 35. gezogen. Innerhalb der WHL wechselte er im Laufe seiner letzten Saison (1990/91) zu den Prince Albert Raiders.
In der Saison 1991/92 setzten die Capitals ihn meist in der American Hockey League ein. Hier spielte er den größten Teil der Saison bei den Baltimore Skipjacks, wo er sich unter anderem mit Olaf Kölzig zwischen den Pfosten abwechselte. Genau wie Kölzig kam auch Dafoe in dieser Zeit nicht an Stammtorwart Don Beaupre vorbei. Sein erstes Spiel durfte er in der Saison 1992/93 bestreiten. Auch in den nächsten beiden Spielzeiten kam er zu vereinzelten Einsätzen, es wurden jedoch nicht mehr als 10 Spiele im Trikot der Capitals.
Ab der Saison 1995/96 spielte er für die Los Angeles Kings und teilte sich dort die Spielzeit mit dem langjährigen Torwart der Kings Kelly Hrudey, der nach der Saison nach San Jose wechselte und durch Stéphane Fiset ersetzt wurde. Nach zwei Spielzeiten in Los Angeles wechselte Dafoe zur Saison 1997/98 zu den Boston Bruins und wurde dort die unbestrittene Nummer 1. Die fünf Jahre in Boston waren sicherlich die besten in seiner Karriere, nach der Saison 2001/02 wechselte er zu den Atlanta Thrashers. Hier konnte er sich nicht richtig gegen den Stammtorhüter Pasi Nurminen durchsetzen und wurde in seiner zweiten und letzten Saison 2003/04 auch noch durch eine leichte Gehirnerschütterung zeitweise aus dem Rennen geworfen. Er pausierte in der folgenden Saison, die durch den Lockout ausgefallen war, kehrte jedoch auch danach nicht mehr auf das Eis zurück.
Zusammen mit Olaf Kölzig und Scott Mellanby hat er Athletes Against Autism gegründet, eine Organisation, die sich für die Erforschung des Autismus einsetzt.

## Erfolge und Auszeichnungen
- 1994 AHL First All-Star Team
- 1994 Harry „Hap“ Holmes Memorial Award (gemeinsam mit Olaf Kölzig)
- 1994 Calder-Cup-Gewinn mit den Portland Pirates
- 1999 NHL-Spieler des Monats April
- 1999 NHL Second All-Star Team